# Finał Ligi Mistrzów UEFA 2020

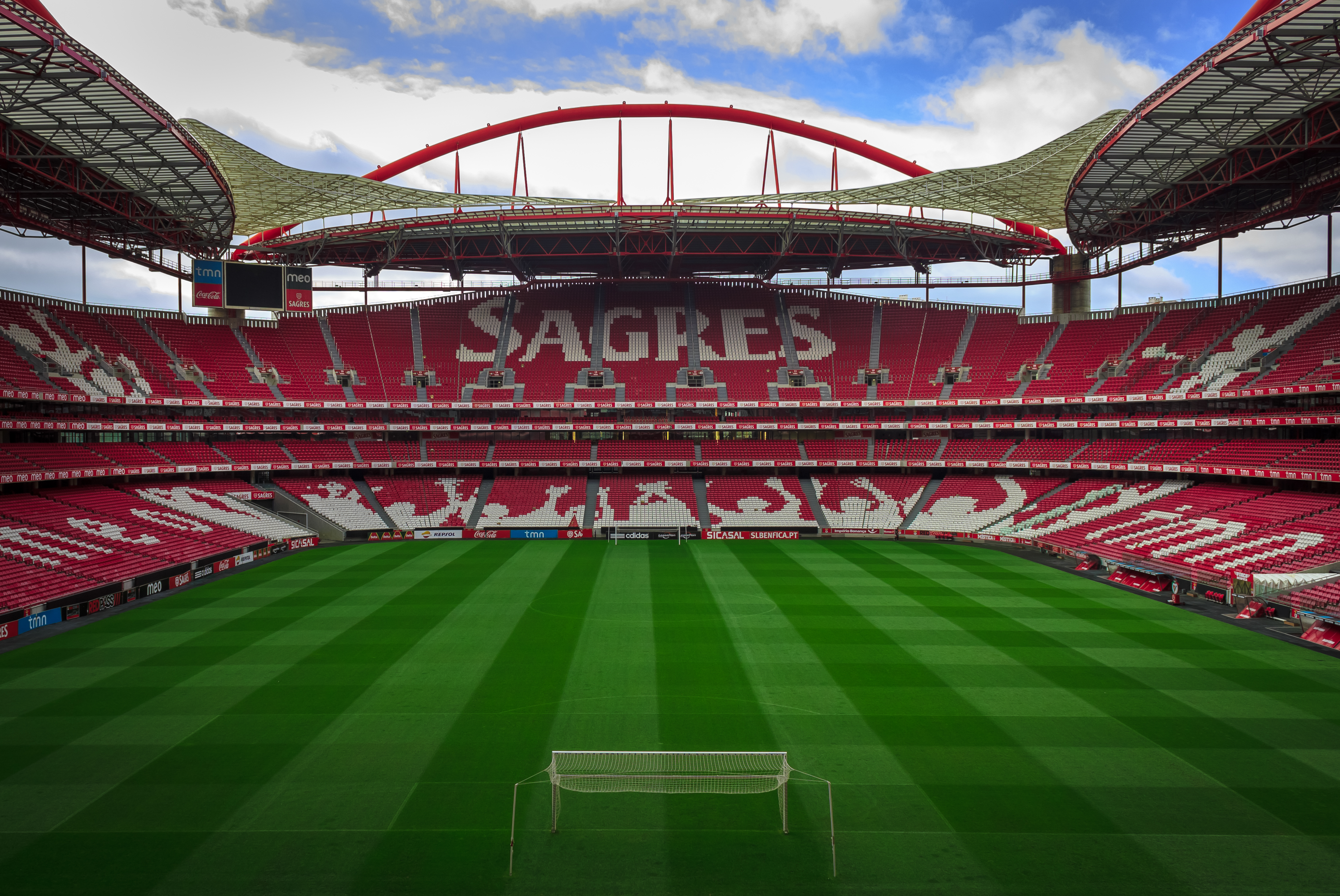
Mecz finałowy 28. edycji LM rozegrano na Estádio da Luz (Lizbona, Portugalia)

Finał Ligi Mistrzów 2020 – mecz finałowy piłkarskiej Ligi Mistrzów UEFA w sezonie 2019/2020, w którym zmierzyły się drużyny Bayernu Monachium (Niemcy) i Paris Saint-Germain (Francja). Spotkanie rozegrano 23 sierpnia 2020 roku na Estádio da Luz w Lizbonie. Bayern wygrał pojedynek 1:0 w regulaminowym czasie gry. Niemiecki klub zdobył Puchar Ligi Mistrzów po raz 6. w historii.

## Ogólne informacje
Mecz finałowy kończył 28. edycję turnieju Ligi Mistrzów, nowej formuły klubowych mistrzostw Europy, który zastąpił wcześniejszy Puchar Europy Mistrzów Klubowych (1955–1992). Dla francuskiego klubu był to pierwszy finał w Lidze Mistrzów. W związku z pandemią COVID-19 mecz się odbył przy pustych trybunach.

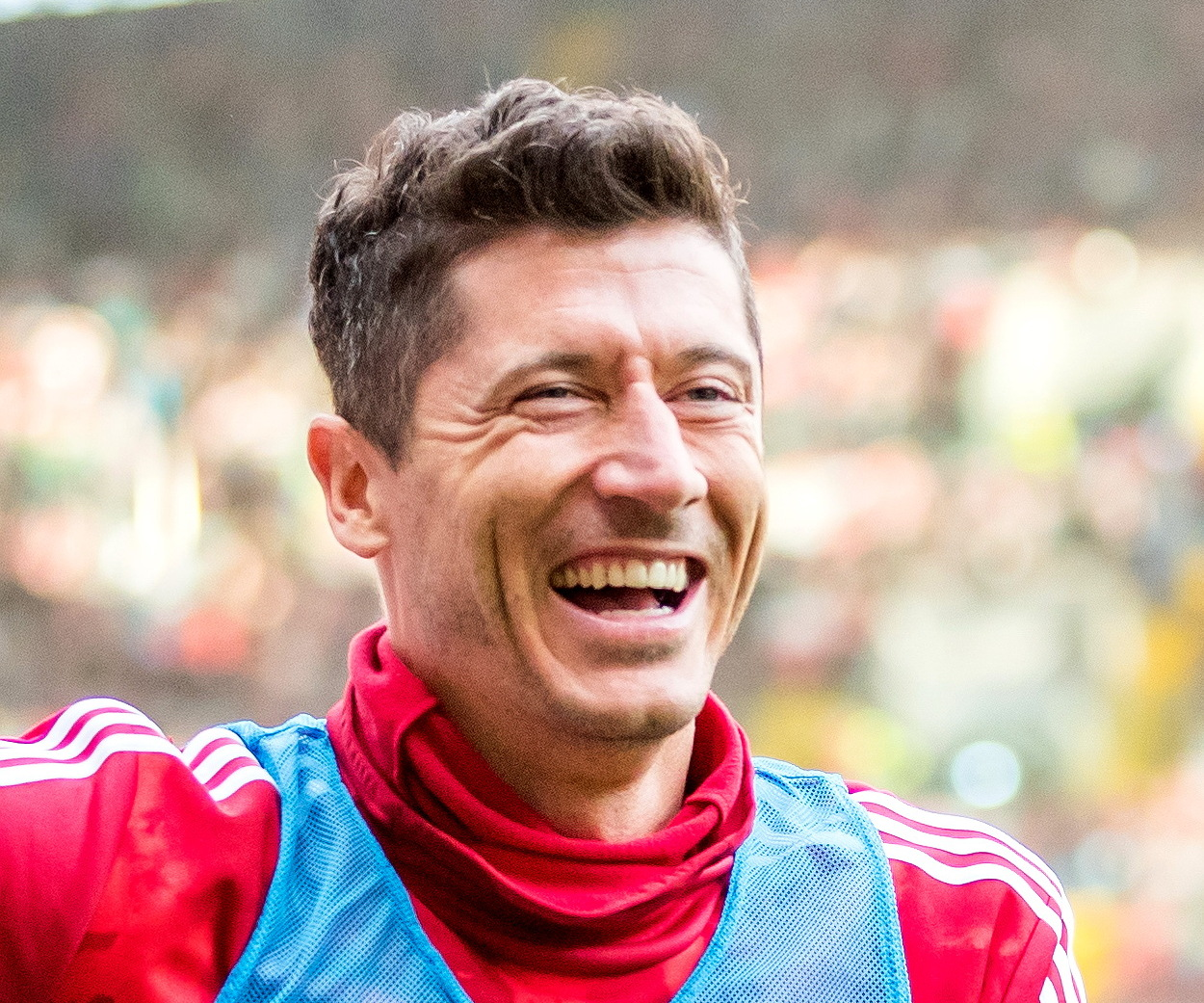
Napastnik Bayernu Robert Lewandowski został królem strzelców 28. edycji LM (15 goli)

Pierwotnie finał miał być rozegrany 30 maja 2020 roku na Stadionie Olimpijskim im. Atatürka w Stambule w Turcji. 17 czerwca Komitet Wykonawczy UEFA zdecydował o przeniesieniu ostatniego meczu rozgrywek do Lizbony w ramach „turnieju finałowej ósemki”, w którym liczbę pojedynków zredukowano do jednego meczu między drużynami (zamiast dwumeczów). Faza pucharowa odbyła się na dwóch stadionach w mieście (Estádio do Sport Lisboa e Benfica, Estádio José Alvalade).
Był to pierwszy w historii finał Ligi Mistrzów, który rozegrano w niedzielę oraz pierwszy, od 2009 roku, który nie został rozegrany w sobotę. Był to również pierwszy w historii finał rozgrywek, który zorganizowano później niż w czerwcu.
Bayern Monachium wygrał finał wynikiem 1:0 dzięki bramce zdobytej w 59. minucie przez byłego gracza Paris Saint-Germain, Kingsleya Comana. Coman został wybrany zawodnikiem tego meczu. Bayern zapewnił sobie szósty tytuł Ligi Mistrzów (uwzględniając Puchar Europy) i drugą potrójną koronę w Europie. Stał się też pierwszym zespołem, który zakończył Puchar Europy Mistrzów Krajowych lub Ligę Mistrzów wygrywając wszystkie mecze (11). Istotnym elementem tego finału był udział Roberta Lewandowskiego. Kapitan reprezentacji Polski w piłce nożnej zagrał w finale Ligi Mistrzów po raz drugi w swojej karierze - poprzednio w barwach Borussii Dortmund w roku 2013 zakończony 1:2 porażką w starciu przeciwko Bayernowi Monachium.
W Superpucharze UEFA 2020, jako zwycięzcy Ligi Mistrzów, zmierzą się z hiszpańską drużyną Sevilla FC, która zwyciężyła Ligę Europy UEFA 2019/2020.

## Drużyny
W poniższej tabeli finały od 1955 do 1992 roku były rozgrywane wg formuły Pucharu Europy Mistrzów Krajowych, a od sezonu 1992/1993 jako Liga Mistrzów UEFA.
| Klub                | Poprzednie występy w meczach finałowych LM                      |
| ------------------- | --------------------------------------------------------------- |
| Paris Saint-Germain | brak                                                            |
| Bayern Monachium    | 10*: 1974, 1975, 1976, 1982, 1987, 1999, 2001, 2010, 2012, 2013 |

* pogrubiona czcionka – zwycięstwo klubu w finale

## Droga obydwu drużyn do finału
Uwaga: we wszystkich poniższych zestawieniach jako pierwszy podany jest wynik finalistów LM (D: dom; W: wyjazd; N: neutralny grunt).
| Paris Saint-Germain | Paris Saint-Germain | Paris Saint-Germain | Paris Saint-Germain | Runda        | Bayern Monachium  | Bayern Monachium | Bayern Monachium | Bayern Monachium |
| ------------------- | ------------------- | ------------------- | ------------------- | ------------ | ----------------- | ---------------- | ---------------- | ---------------- |
| Rywal               | Wynik               | Wynik               | Wynik               | Faza grupowa | Rywal             | Wynik            | Wynik            | Wynik            |
| Real Madryt         | 3–0 (D)             | 3–0 (D)             | 3–0 (D)             | Dzień 1.     | FK Crvena zvezda  | 3–0 (D)          | 3–0 (D)          | 3–0 (D)          |
| Galatasaray         | 1–0 (W)             | 1–0 (W)             | 1–0 (W)             | Dzień 2.     | Tottenham Hotspur | 7–2 (W)          | 7–2 (W)          | 7–2 (W)          |
| Club Brugge         | 5–0 (W)             | 5–0 (W)             | 5–0 (W)             | Dzień 3.     | Olympiakos        | 3–2 (W)          | 3–2 (W)          | 3–2 (W)          |
| Club Brugge         | 1–0 (D)             | 1–0 (D)             | 1–0 (D)             | Dzień 4.     | Olympiakos        | 2–0 (D)          | 2–0 (D)          | 2–0 (D)          |
| Real Madryt         | 2–2 (W)             | 2–2 (W)             | 2–2 (W)             | Dzień 5.     | FK Crvena zvezda  | 6–0 (W)          | 6–0 (W)          | 6–0 (W)          |
| Galatasaray         | 5–0 (D)             | 5–0 (D)             | 5–0 (D)             | Dzień 6.     | Tottenham Hotspur | 3–1 (D)          | 3–1 (D)          | 3–1 (D)          |

Ostateczne rezultaty
Źródło dla poniższych 2 tabel grupowych: 
| M. | Klub                | Mecze | Punkty |
| -- | ------------------- | ----- | ------ |
| 1. | Paris Saint-Germain | 6     | 16     |
| 2. | Real Madryt         | 6     | 11     |
| 3. | Club Brugge         | 6     | 3      |
| 4. | Galatasaray         | 6     | 2      |

| M. | Klub              | Mecze | Punkty |
| -- | ----------------- | ----- | ------ |
| 1. | Bayern Monachium  | 6     | 18     |
| 2. | Tottenham Hotspur | 6     | 10     |
| 3. | Olympiakos        | 6     | 4      |
| 4. | FK Crvena zvezda  | 6     | 3      |

| Paris Saint-Germain | Paris Saint-Germain | Paris Saint-Germain | Paris Saint-Germain | Runda          | Bayern Monachium | Bayern Monachium | Bayern Monachium | Bayern Monachium |
| ------------------- | ------------------- | ------------------- | ------------------- | -------------- | ---------------- | ---------------- | ---------------- | ---------------- |
| Rywal               | WD                  | W1                  | W2                  | Faza pucharowa | Rywal            | WD               | W1               | W2               |
| Borussia Dortmund   | 3–2                 | 1–2 (W)             | 2–0 (D)             | 1/8 finału     | Chelsea          | 7–1              | 3–0 (W)          | 4–1 (D)          |
| Atalanta            | 2–1 (N)             | 2–1 (N)             | 2–1 (N)             | Ćwierćfinały   | Barcelona        | 8–2 (N)          | 8–2 (N)          | 8–2 (N)          |
| RB Leipzig          | 3–0 (N)             | 3–0 (N)             | 3–0 (N)             | Półfinały      | Olympique Lyon   | 3–0 (N)          | 3–0 (N)          | 3–0 (N)          |

## Raport i składy
| 23 sierpnia 2020 21:00 CEST | Paris Saint-Germain | 0:1(0:0)Raport | Bayern Monachium · 59' Coman | Estádio da Luz, Lizbona Widzów: 0 Sędzia: Daniele Orsato |
|                             |                     |                |                              |                                                          |

| Paris Saint-Germain | Bayern Monachium |

|               | 1  | Keylor Navas             |     |     |
|               | 4  | Thilo Kehrer             |     |     |
|               | 2  | Thiago Silva (c)         | 83' |     |
|               | 3  | Presnel Kimpembe         |     |     |
|               | 14 | Juan Bernat              |     | 80' |
|               | 21 | Ander Herrera            |     | 72' |
|               | 5  | Marquinhos               |     |     |
|               | 8  | Leandro Paredes          | 52' | 65' |
|               | 11 | Ángel Di María           |     | 80' |
|               | 7  | Kylian Mbappé            |     |     |
|               | 10 | Neymar                   | 81' |     |
| Zmiany:       |    |                          |     |     |
|               | 16 | Sergio Rico              |     |     |
|               | 30 | Marcin Bułka             |     |     |
|               | 20 | Layvin Kurzawa           | 85' | 80' |
|               | 22 | Abdou Diallo             |     |     |
|               | 25 | Mitchel Bakker           |     |     |
|               | 31 | Colin Dagba              |     |     |
|               | 6  | Marco Verratti           |     | 65' |
|               | 19 | Pablo Sarabia            |     |     |
|               | 23 | Julian Draxler           |     | 72' |
|               | 27 | Idrissa Gueye            |     |     |
|               | 17 | Éric Maxim Choupo-Moting |     | 80' |
|               | 18 | Mauro Icardi             |     |     |
| Trener:       |    |                          |     |     |
| Thomas Tuchel |    |                          |     |     |

|                   | 1  | Manuel Neuer (c)     |       |     |
|                   | 32 | Joshua Kimmich       |       |     |
|                   | 17 | Jérôme Boateng       |       | 25' |
|                   | 27 | David Alaba          |       |     |
|                   | 19 | Alphonso Davies      | 28'   |     |
|                   | 6  | Thiago Alcântara     | 86'   |     |
|                   | 18 | Leon Goretzka        |       |     |
|                   | 22 | Serge Gnabry         | 52'   | 68' |
|                   | 25 | Thomas Müller        | 90+4' |     |
|                   | 29 | Kingsley Coman       |       | 68' |
|                   | 9  | Robert Lewandowski   |       |     |
| Zmiany:           |    |                      |       |     |
|                   | 26 | Sven Ulreich         |       |     |
|                   | 39 | Ron-Thorben Hoffmann |       |     |
|                   | 2  | Álvaro Odriozola     |       |     |
|                   | 4  | Niklas Süle          | 56'   | 25' |
|                   | 5  | Benjamin Pavard      |       |     |
|                   | 21 | Lucas Hernández      |       |     |
|                   | 8  | Javi Martínez        |       |     |
|                   | 10 | Philippe Coutinho    |       | 68' |
|                   | 11 | Mickaël Cuisance     |       |     |
|                   | 14 | Ivan Perišić         |       | 68' |
|                   | 24 | Corentin Tolisso     |       | 86' |
|                   | 35 | Joshua Zirkzee       |       |     |
| Trener:           |    |                      |       |     |
| Hans-Dieter Flick |    |                      |       |     |